# Trupia farma (serial telewizyjny)
Trupia farma (ang. The Body Farm, 2011) – brytyjski serial kryminalny wyprodukowany przez Liquid Television.
Światowa premiera serialu miała miejsce 13 września 2011 roku na antenie BBC One. Ostatni odcinek serialu został wyemitowany 18 października 2011 roku. W Polsce premiera serialu odbyła się 8 sierpnia 2012 roku na kanale Ale Kino+.

## Opis fabuły
Patolog Eve Lockhart pracuje w ośrodku badawczym, zwanym „trupią farmą”, w którym razem ze swoimi współpracownikami Rosą i Oggym zajmują się obserwacją procesów rozkładu ludzkiego ciała.

## Obsada
- Keith Allen jako Craig Hale
- Tara Fitzgerald jako Eve Lockhart
- Mark Bazeley jako Mike Collins
- Wunmi Mosaku jako Rosa Gilbert
- Finlay Robertson jako Oscar "Oggy" Traynor

## Spis odcinków
| Światowa premiera | Polska premiera | N/o | Angielski tytuł                 |
| ----------------- | --------------- | --- | ------------------------------- |
|                   |                 |     |                                 |
| SERIA PIERWSZA    |                 |     |                                 |
|                   |                 |     |                                 |
| 13.09.2011        | 08.08.2012      | 01  | No Peace for the Wicked         |
|                   |                 |     |                                 |
| 20.09.2011        | 08.08.2012      | 02  | Wealth Pays the Rent            |
|                   |                 |     |                                 |
| 27.09.2011        | 15.08.2012      | 03  | If You Go Down to the Sea Today |
|                   |                 |     |                                 |
| 04.10.2011        | 22.08.2012      | 04  | Sexual Intentions               |
|                   |                 |     |                                 |
| 11.10.2011        | 29.08.2012      | 05  | You've Got Visitors             |
|                   |                 |     |                                 |
| 18.10.2011        | 05.09.2012      | 06  | Scientific Justice              |
|                   |                 |     |                                 |